# دهکده طلائی
دهکده طلایی فیلمی به کارگردانی نظام فاطمی و نویسندگی نظام فاطمی، اسماعیل پورسعید محصول سال ۱۳۴۳ است.
بخشی از فیلمبرداری این فیلم در تهران و مابقی لوکیشن‌ها در روستای آهو از توابع آشتیان فیلمبرداری شده است، از چهره‌های شاخص این فیلم می‌توان محمدعلی فردین را نام برد.

## خلاصه داستان
رمال دهکده مورد اعتماد و احترام مردم و عملاً همه کارهٔ آبادی است. با شروع فعالیت سپاه دانش و ورود سپاهی دانش جوان، رمال که منافعش را در خطر می‌بیند شروع به کارشکنی می‌کند. سپاهی دانش با تعمق و حوصله متدرجاً واقعیت شخصیت رمال را آشکار می‌سازد. مردم که پیش از این به رمال عقیده داشتند، به جانب سپاهی دانش گرایش پیدا کرده و با راهنمایی او در سازندگی آبادی خود می‌کوشند.

## بازیگران
- محمدعلی فردین
- نیکو صفایی
- تقی ظهوری
- منوچهر نادری
- جواد تقدسی